# Netilmicina
La  netilmicina  è un principio attivo che appartiene alla famiglia degli amminoglicosidi

## Indicazioni
Utilizzato contro infezioni gravi quando si osserva resistenza alla gentamicina

## Meccanismo di azione
Come tutti gli aminoglicosidi non viene assorbito dall'apparato gastrointestinale per questa specifica particolarità l'unica somministrazione permessa rimane quella parenterale. 

## Controindicazioni
Controindicato in pazienti con insufficienza renale o ipersensibilità nota al farmaco. 

## Effetti indesiderati
Fra gli effetti collaterali più frequenti si riscontrano nausea, nefrotossicità, ototossicità vestibolare ed uditiva, stomatite. 